# Wolfgang Katzheimer starszy
Wolfgang Katzheimer starszy (ur. ok. 1435-1440, zm. przed 1508) – niemiecki malarz, grafik i projektant późnogotycki, aktywny w drugiej połowie XV wieku w Bambergu. Dawniej utożsamiany z Mistrzem Ołtarza z Hersbruck.
Urodził się prawdopodobnie w Bambergu; jego udokumentowana działalność w tym mieście rozpoczyna się od roku 1465. Pracował dla dworu biskupiego i innych prominentnych osób. W mieście posiadał prężnie działający warsztat, w którym zatrudniał dwóch czeladników, oraz w którym praktykował jego syn o tym samym imieniu – Wolfgang Katzheimer młodszy. Wolfgang Katzheimer starszy tworzył obrazy, jak i rzeźby i witraże. W 1479 roku, dla ołtarza wykonanego przez Michaela Wolgemuta w Zwickau, stworzył dwa obrazy: Cierniem Koronowanie i Niesienie Krzyża. Kolejnym znaczącym dziełem był wykonany w 1490 roku Ołtarz z Würzburga.
Po roku 1490 brakuje informacji o dalszym losie artysty. Styl powstających w pracowni obrazów po tej dacie wskazuje na jego syna; ostatnia wzmianka na temat Katzheimera pochodzi z 1508 roku, ale dotyczy Wolfganga Katzheimera młodszego.

## Przypisywane prace

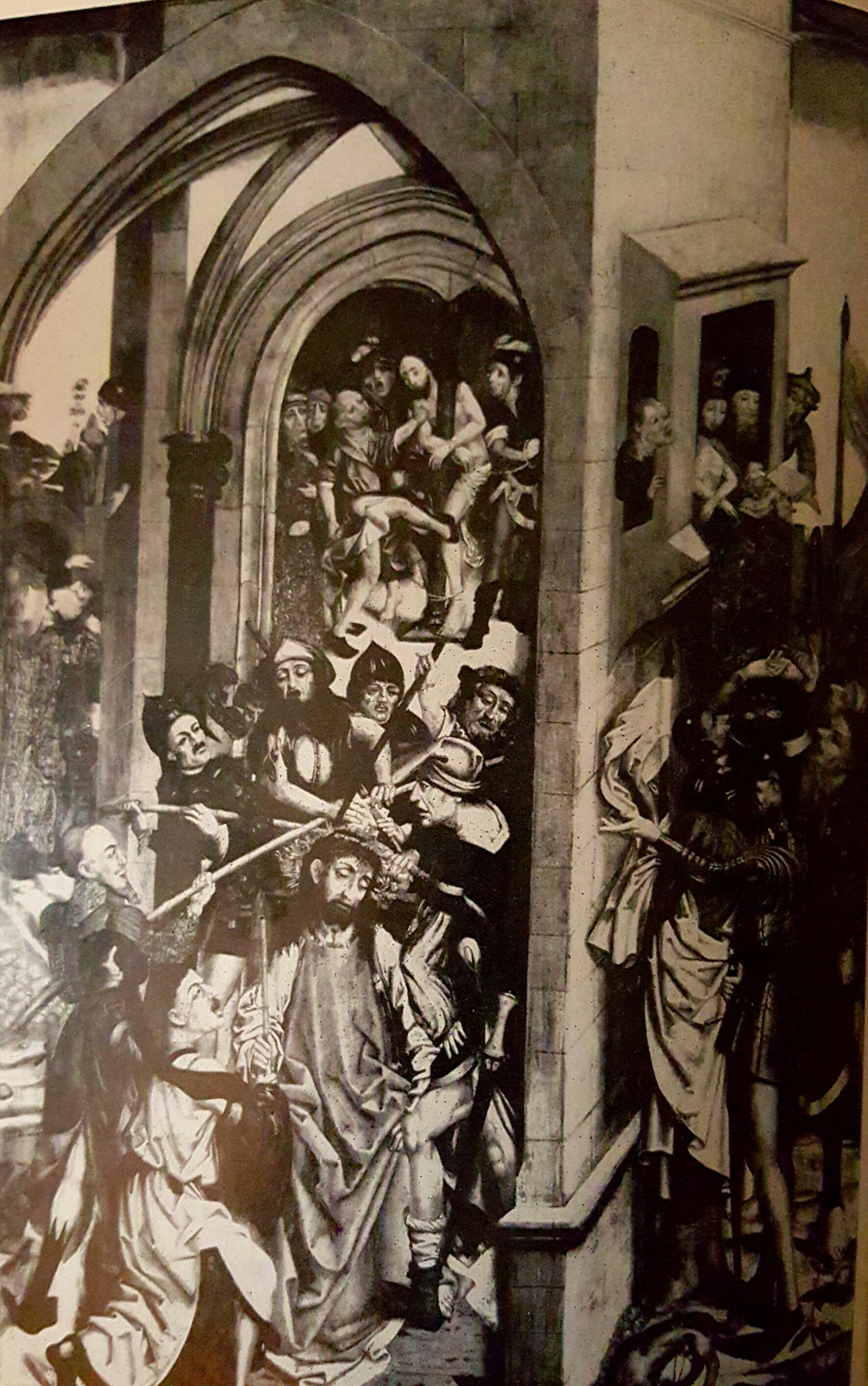
Cierniem Koronowanie obraz z Ołtarza w Zwickau (1479)